# Barsättern
Barsättern är en sjö i Gnesta kommun i Södermanland och ingår i Trosaåns huvudavrinningsområde. Sjön har en area på 0,507 kvadratkilometer och ligger 20,5 meter över havet. Sjön avvattnas av vattendraget Trosaån (Sättraån).

## Delavrinningsområde
Barsättern ingår i det delavrinningsområde (655967-157546) som SMHI kallar för Utloppet av Barsättern. Medelhöjden är 43 meter över havet och ytan är 5,55 kvadratkilometer. Räknas de 22 avrinningsområdena uppströms in blir den ackumulerade arean 105,46 kvadratkilometer. Avrinningsområdets utflöde Trosaån (Sättraån) mynnar i havet. Avrinningsområdet består mestadels av skog (62 procent), öppen mark (11 procent) och jordbruk (15 procent). Avrinningsområdet har 0,47 kvadratkilometer vattenytor vilket ger det en sjöprocent på 8,5 procent.